# 찌똔현
찌똔현(베트남어: Huyện Tri Tôn / 縣知宗)은 베트남 메콩강 삼각주 안장성의 현이다.

## 행정 구역
찌똔현은 2개의 시진과 13개의 사를 관할하고 있다.

### 시진
- 찌똔 시진 (Thị trấn Tri Tôn, 知宗市鎭)
- 바쭉 시진 (Thị trấn Ba Chúc, 巴祝市鎭)

### 사
- 안뜩 사 (Xã An Tức, 安息社)
- 쩌우랑 사 (Xã Châu Lăng, 朱堎社)
- 꼬또 사 (Xã Cô Tô, 姑蘇社)
- 락꿔이 사 (Xã Lạc Quới, 樂貴社)
- 레찌 사 (Xã Lê Trì, 黎池社)
- 르엉안짜 사 (Xã Lương An Trà, 良安茶社)
- 르엉피 사 (Xã Lương Phi, 良非社)
- 누이또 사 (Xã Núi Tô, 蘇山社)
- 오럼 사 (Xã Ô Lâm, 烏林社)
- 따다인 사 (Xã Tà Đảnh, 耶頂社)
- 떤뚜옌 사 (Xã Tân Tuyến, 新線社)
- 빈자 사 (Xã Vĩnh Gia, 永嘉社)
- 빈프억 사 (Xã Vĩnh Phước, 永福社)